# 嵩明站
嵩明站位于中华人民共和国云南省昆明市嵩明县牛栏江镇，是沪昆高速铁路长昆段上的一个高铁站，也是建设中渝昆高速铁路上的高铁站，距嵩明县城20公里，设2座站台、4条股道。

## 车站设计
嵩明站设4条股道（含2条正线）和2座长度450米，宽9.0米的侧式站台。车站站房外观采用龙狮的设计元素，总建筑面积为3499.4平方米，最高聚集人数为1000人。
建设中的渝昆高速铁路将经过本站。建设过程中，将既有沪昆客专嵩明站站房及到发线拆除改建为线路所，利用既有沪昆客专嵩明站正线无碴道岔引出联络线，接渝昆高铁，沪昆客专长沙端道岔引出联络线接渝昆机场（长水机场）方向的嵩明站；同时拆除沪昆客专嵩明站既有站房、公安派出所、综合维修工区及到发线。渝昆高铁嵩明站设到发线4条（含正线2条），设450m×8m×1.25m侧式中间站台2座，8.0m宽旅客天桥1座。

## 站台配置
| 西↑ | 站外 |                                  |  |
|     | 侧式 |                                  |  |
| ?道 | 2    | 北→ 往曲靖北・上海虹橋方向       |  |
| ?道 | 无   | 沪昆高速铁路上行往上海虹橋站方向 |  |
| ?道 | 无   | 沪昆高速铁路下行往昆明南站方向   |  |
| ?道 | 1    | ←南 往昆明南（终点站）方向       |  |
|     | 侧式 |                                  |  |
| 东↓ | 站房 |                                  |  |